# John Baxter (explorateur)
Pour les articles homonymes, voir John Baxter et Baxter.
John Baxter, né en 1799 à Comber et mort assassiné le 29 avril 1841 à Caiguna, est un explorateur irlandais.

## Biographie
John Baxter est né en 1799 à Comber, dans le comté de Down, en Irlande. Il est le fils d'un marin nommé James Baxter. Élevé dans une famille protestante, il apprend à lire et à écrire et devient bailli à Down.
En 1826, il est reconnu coupable d'avoir reçu une broche volée et condamné à sept ans de déportation pénale, à purger en Nouvelle-Galles du Sud. Il arrive à Sydney à bord du Countess of Harcourt.
Affecté comme ouvrier agricole pour les colons libres, d'abord pour William Bell dans la vallée Hunter, puis pour d'autres colons, par sa bonne conduite, il obtient son congé en 1831 alors qu'il travaille à Patrick's Plains, sur le fleuve Hunter. Le 19 août 1833, il reçoit son certificat de liberté.
Le même mois, il est l'un des six ex-détenus libérés affectés à travailler (avec salaire et subsistance) pour Edward John Eyre dans sa nouvelle propriété de Hunter River. Baxter est marié, mais sa femme meurt en 1837. À cette époque, Eyre le décrit comme « un bon tonnelier et un charpentier grossier, mais... un homme très utile et bien élevé », malgré sa rudesse et ses crises d'alcool occasionnelles.
Au cours des huit années suivantes, Baxter accompagne Eyre dans presque chacune de ses activités d'élevage et d'exploration, le plus souvent en tant que fidèle surveillant et meilleur ami, mais parfois en tant que partenaire. Par exemple, Baxter amène 60 têtes de son propre bétail dans le troupeau que lui et Eyre ont transporté par voie terrestre jusqu'à Adélaïde, où ils sont arrivés en juillet 1838. En 1840, Baxter et Eyre sont des actionnaires minoritaires égaux dans l'enquête spéciale qui conduit à la colonisation de la Clare Valley.
Au cours de leur exploration de la péninsule d'Eyre en 1839, Baxter trouve une source d'eau à proximité d'une chaîne de collines qu'il a visitée, qu'Eyre nomme alors Baxter's Range. La chaîne, située à l'ouest de Port Augusta a gardé son nom.
Le centre de détention de Baxter (Baxter Immigration Reception and Processing Centre (en)), qui y a fonctionné de 2002 à 2007, a ainsi porté le nom d'un ancien détenu.
Le 25 février 1841, Eyre dirige la première expédition qui traverse la plaine de Nullarbor, d'est en ouest, avec Baxter et trois indigènes. Le petit groupe atteint Eucla, le 11 mars 1841. En allant plus à l'ouest, le terrain accidenté devient de plus en plus aride.
Dans la nuit du 29 avril 1841, alors que l'équipe d'exploration manque de provisions et a désespérément besoin d'eau, près de la côte au sud de l'actuel Caiguna dans le parc national de Nuytsland, Baxter est assassiné par le chef Yarry et Joey, deux des Australiens autochtones.
Les assassins volent les armes et les fournitures, ne laissant que Eyre et l'Aborigène Wylie pour terminer le voyage. Baxter a reçu une balle dans la poitrine alors qu'il tentait de déjouer les déserteurs et leur complot.
L’expédition avait atteint ou dépassé le point de non-retour et le moral était bas. Eyre et Wylie parviennent à rejoindre la côte où ils sont récupérés par un baleinier français qui les ramène à Albany.

## Hommages
Eyre et Wylie n'ont pas pu creuser une tombe pour Baxter à cause de la présence de plaques de plâtre. Son corps est laissé enveloppé dans une couverture. À la fin des années 1920, la Western Australian Historical Society organise une expédition pour localiser les restes de Baxter. Ses ossements épars sont découverts à environ 3 kilomètres des falaises côtières. Ces falaises sont officiellement nommées Baxter Cliffs (en). Le mémorial de Baxter est un pilier en béton érigé en 1930 avec une plaque en laiton indiquant « John Baxter, (explorateur), le compagnon de John Edward Eyre, a été tué ici par des autochtones, le 29 avril 1841 ».
Le mémorial est accessible en 4x4 depuis le relais routier de Caiguna. Il se trouve à environ 35 kilomètres du mémorial de Baxter et à 5 kilomètres supplémentaires du belvédère de Baxter (falaises).